# 呉子嘉
呉 子嘉（ご しか、1953年8月 - ）は、中華民国（台灣）の起業家、政治学者。現職は『美麗島電子報』の理事長。

## 経歴
原籍は浙江省寧海県で、1953年8月に台湾省高雄県岡山鎮（現在の高雄市岡山区）に生まれた。1997年3月12日、民主進歩党（民進党）に入党。
1999年7月、呉子嘉は「環視多媒体株式会社」を設立し、環球電視の経営を引き継いだ。
2014年には郭正亮、陳昭南、童振源らと共同で台独党綱凍結提案を起草し、民進党全代会に提出したが、この提案は採択されなかった。
2015年9月3日、抗日戦勝70周年式典の閲兵式にも出席していた。
2016年6月18日、許信良は『美麗島電子報』の理事長を辞任し、副理事長の呉子嘉が理事長に就任したが、郭正亮は副理事長だった。
2021年10月15日、民進党中評会は呉子嘉党籍追放を可決した。

## テレビ番組
- 『関鍵時刻（中国語版）』（2018年–現在）
- 『呉董談大選』（2019年5月20日–2019年9月28日）
- 『董事長開講』（2021年7月17日–現在）